# Mieszko (Lebus)
Mieszko von Lebus (auch Mieszko von Schlesien, polnisch Mieszko Lubuski; * zwischen 1223 und 1227; † 1242) war der einzige namentlich bekannte Herrscher des Landes Lebus, von 1241 bis 1242.

## Leben

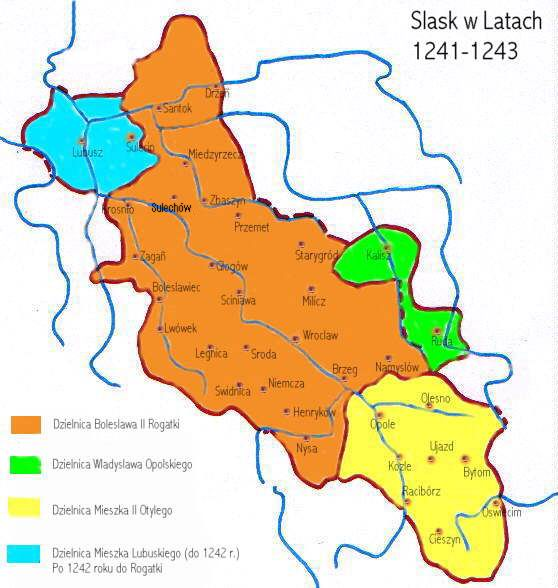
Das Land Lebus 1241/42 (hellblau)

Mieszko war der zweitälteste Sohn von Herzog Heinrich II. dem Frommen von Schlesien, der auch Seniorherzog von Polen war, und von Anna, einer Tochter des böhmischen Königs Ottokar I. Přemysl.
Kurz nach dem Tod des Vaters im Jahre 1241 wurde der gerade volljährig gewordene Sohn (also etwa 14 Jahre alt) in einer lateinischen Chronik als Miseco lubucensis (also Mieszko von Lebus) bezeichnet. Dies heißt wahrscheinlich, dass das schlesische Territorium unter den Söhnen aufgeteilt wurde und Mieszko das Land Lebus bekam.
Mieszko starb bald darauf kinderlos und wurde möglicherweise in der Peterskirche unterhalb der Burg Lebus beigesetzt und nicht in der traditionellen Grablege der Familie im Kloster Leubus.
Sein Bruder Bolesław II. übernahm das Land Lebus und übergab es sechs Jahre später an das Erzbistum Magdeburg.

## Familie
Mieszkos Geschwister waren u. a.:
- Bolesław II. († 1278), Herzog von Schlesien
- Heinrich III. († 1266), Herzog von Breslau
- Ladislaus, Herzog von Schlesien, Kanzler des böhmischen Königs Ottokar II. Přemysl, Erzbischof von Salzburg, Administrator von Breslau
- Elisabeth, verheiratet mit dem polnischen König Przemysław I.

## Ehrungen
2014 begann die Stadt Lebus mit der Planung eines Denkmals für Mieszko.